# Lustucru (marque)
Pour les articles homonymes, voir Lustucru.
Lustucru est une marque française de pâtes alimentaires, créée en 1911 à Grenoble (Isère).
Jusqu'en 1981, date de sa fusion-absorption par le groupe RCL (Rivoire & Carret et Lustucru), Lustucru était également le nom de l'entreprise familiale, originaire de Grenoble, qui fabriquait les pâtes Lustucru.
La marque appartient aujourd'hui au groupe Pastacorp mais est utilisée par deux entreprises distinctes elles-mêmes appartenant à deux groupes distincts :
- Lustucru Rivoire & Carret (groupe Pastacorp) pour les pâtes sèches[1], basée à Boulogne-Billancourt (Hauts-de-Seine) ;
- Lustucru Frais SAS (groupe Ebro Foods) avec les marques, essentiellement de pâtes fraîches, Lustucru Sélection et Lustucru Riz[2].

## Histoire

### Débuts
L'origine de Lustucru remonte à 1871, lors du rachat par Louis Cartier-Millon, d'une petite usine de pâtes alimentaires existant  depuis 1824, située place de Gordes à Grenoble.
Louis Cartier-Millon, originaire de l'Isère, plus précisément de Bernin, choisit de produire les pâtes, tandis que son épouse, Joséphine, s'occupe des comptes. Le prix demandé pour le rachat de cette fabrique était à l'époque 12 000 francs or[réf. souhaitée]. En l'espace de dix ans, en 1881, les époux Cartier-Millon doublent la production de leur usine artisanale pour atteindre les 500 kg de pâtes par jour.

### Les trois frères Cartier-Millon

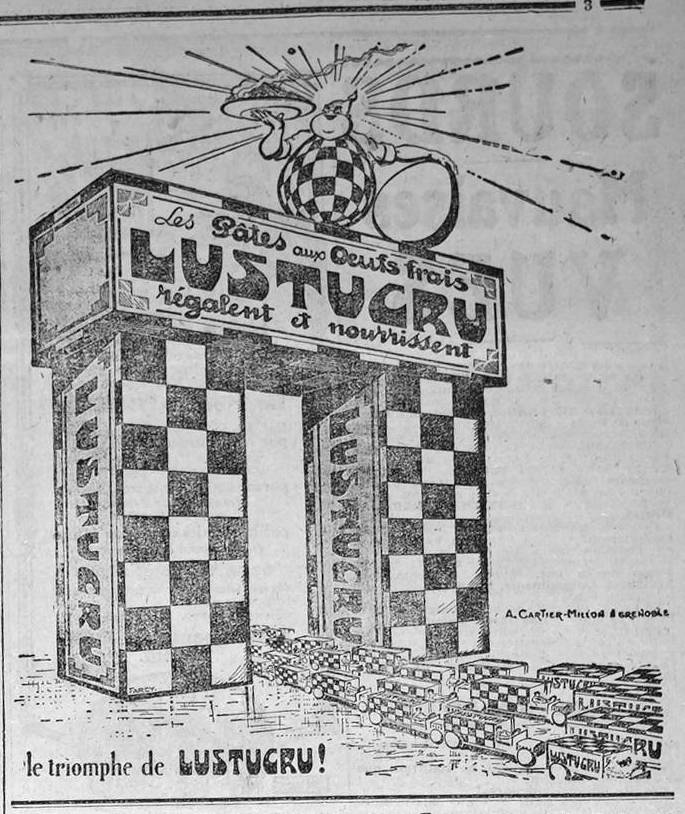
Publicité pour les pâtes Lustucru de 1924.

Louis et Joséphine donnent naissance à trois fils, Félix (1873-1964), Gabriel (1877-1921), et Albert (1881-1973). Tous ont un rôle et des responsabilités dans l'entreprise familiale. Ainsi, Félix prend la direction de l'établissement à partir de 1900. Pendant ce temps, Gabriel exerce la fonction de vendeur, tandis que le benjamin de la famille, Albert, cherche des moyens pour développer l'entreprise en dehors du département, en trouvant notamment des vendeurs au-delà de l'Isère, et en travaillant sur l'image de la marque et les emballages[réf. nécessaire]. En effet, au début du XXe siècle, les pâtes, comme de nombreux autres produits alimentaires, sont vendues « en gros » chez l'épicier, emballées dans des sacs de jute ou dans des caisses en bois. Le commerçant sert ensuite au client la quantité qu'il désire. Au fil des années apparaissent les premières boîtes en carton d'un poids net de 250 ou 500 g. L'emballage, affichant la forme (spaghetti, coquillettes), puis le nom du fabricant et de la marque, devient ainsi un objet de promotion du produit et de la fabrique Cartier-Millon. Le succès des pâtes Cartier-Millon grandit encore, et l'usine de la rue Thiers devient à son tour trop petite. Ainsi une nouvelle usine est construite sur un grand terrain où elle produit ses premières pâtes en 1910.
En 1911, Albert Cartier-Millon, conscient de la nécessité de personnaliser ses pâtes, décide de lancer un concours d'affiches, afin de faire la réclame de ses produits. C'est le dessinateur Synave qui remporte ce concours grâce à son affiche représentant une boîte de pâtes peinte d'un damier bleu clair et bleu foncé, damier qui est toujours présent sur les produits de la marque Lustucru,,. Ce nom de « Lustucru » trouve son origine le même jour. Il est attribué à Jean-Louis Forain qui, dans l'exaltation du banquet qui suivit le concours, se mit à chanter l'ancienne comptine « C'est la mère Michel. » Ainsi le nom Mèr'Michel désigne les pâtes sans œufs, et Pèr'Lustucru les pâtes aux œufs.
|                                                          |  |  |
| Publicités pour les pâtes Per' Lustucru de 1931 et 1933. |  |  |

Mais la Première Guerre mondiale approche et bouleverse le lancement de ces nouvelles marques. La Mèr'Michel n'y survit pas et, quelques années plus tard, le Pèr'Lustucru devient simplement Lustucru. En 1914, Félix reste à Grenoble pour gérer l'entreprise, Albert part comme ambulancier, et Gabriel est affecté dans l'infanterie où il tombe malade avant de mourir des suites de sa maladie, trois ans après la guerre, en 1921. La même année a lieu une altercation entre les deux frères survivants à propos de la direction et de l'orientation à donner à l'entreprise. C’est le plus jeune des frères, Albert, qui prend la tête de la fabrique. Un nouvel élan est donné à l'usine des Cartier-Millon, et la production annuelle atteint 3 000 tonnes.
Pendant ce temps, l’aîné Félix reprend la Chocolaterie des Dauphins fondée par les Bouchayer, et crée la marque de chocolat Cémoi.

### Troisième génération des Cartier-Millon
Arbre généalogique de la famille Cartier-Millon 

Les noms en bleu et en gras correspondent aux membres de la famille ayant été à la tête de l'entreprise
|        |        |        |        |        |        |                               |                               |                               |                               |                               |                               |         |         |         |         |                                 |                                 |                                 |                                 |                                 |                                 |           |           | Louis Cartier-Millon 1837-1914  | Louis Cartier-Millon 1837-1914  | Louis Cartier-Millon 1837-1914  | Louis Cartier-Millon 1837-1914  | Louis Cartier-Millon 1837-1914  | Louis Cartier-Millon 1837-1914  |                           |                           |                                  |                                  |                                  |                                  |                                  |                                  |  |  | Joséphine Cartier-Millon | Joséphine Cartier-Millon | Joséphine Cartier-Millon | Joséphine Cartier-Millon | Joséphine Cartier-Millon | Joséphine Cartier-Millon |        |        |                                |                                |                                |                                |                                |                                |      |      |      |      |        |        |        |        |        |        |  |  |  |  |  |  |  |  |  |  |  |  |  |  |  |  |  |  |  |  |  |  |  |  |  |  |  |  |  |  |  |  |  |  |  |  |  |  |  |  |  |  |  |  |
|        |        |        |        |        |        |                               |                               |                               |                               |                               |                               |         |         |         |         |                                 |                                 |                                 |                                 |                                 |                                 |           |           | Louis Cartier-Millon 1837-1914  | Louis Cartier-Millon 1837-1914  | Louis Cartier-Millon 1837-1914  | Louis Cartier-Millon 1837-1914  | Louis Cartier-Millon 1837-1914  | Louis Cartier-Millon 1837-1914  |                           |                           |                                  |                                  |                                  |                                  |                                  |                                  |  |  | Joséphine Cartier-Millon | Joséphine Cartier-Millon | Joséphine Cartier-Millon | Joséphine Cartier-Millon | Joséphine Cartier-Millon | Joséphine Cartier-Millon |        |        |                                |                                |                                |                                |                                |                                |      |      |      |      |        |        |        |        |        |        |  |  |  |  |  |  |  |  |  |  |  |  |  |  |  |  |  |  |  |  |  |  |  |  |  |  |  |  |  |  |  |  |  |  |  |  |  |  |  |  |  |  |  |  |
|        |        |        |        |        |        |                               |                               |                               |                               |                               |                               |         |         |         |         |                                 |                                 |                                 |                                 |                                 |                                 |           |           |                                 |                                 |                                 |                                 |                                 |                                 |                           |                           |                                  |                                  |                                  |                                  |                                  |                                  |  |  |                          |                          |                          |                          |                          |                          |        |        |                                |                                |                                |                                |                                |                                |      |      |      |      |        |        |        |        |        |        |  |  |  |  |  |  |  |  |  |  |  |  |  |  |  |  |  |  |  |  |  |  |  |  |  |  |  |  |  |  |  |  |  |  |  |  |  |  |  |  |  |  |  |  |
|        |        |        |        |        |        |                               |                               |                               |                               |                               |                               |         |         |         |         |                                 |                                 |                                 |                                 |                                 |                                 |           |           |                                 |                                 |                                 |                                 |                                 |                                 |                           |                           |                                  |                                  |                                  |                                  |                                  |                                  |  |  |                          |                          |                          |                          |                          |                          |        |        |                                |                                |                                |                                |                                |                                |      |      |      |      |        |        |        |        |        |        |  |  |  |  |  |  |  |  |  |  |  |  |  |  |  |  |  |  |  |  |  |  |  |  |  |  |  |  |  |  |  |  |  |  |  |  |  |  |  |  |  |  |  |  |
|        |        |        |        |        |        |                               |                               |                               |                               |                               |                               |         |         |         |         | Albert Cartier-Millon 1881-1973 | Albert Cartier-Millon 1881-1973 | Albert Cartier-Millon 1881-1973 | Albert Cartier-Millon 1881-1973 | Albert Cartier-Millon 1881-1973 | Albert Cartier-Millon 1881-1973 |           |           |                                 |                                 |                                 |                                 |                                 |                                 |                           |                           | Gabriel Cartier-Millon 1877-1921 | Gabriel Cartier-Millon 1877-1921 | Gabriel Cartier-Millon 1877-1921 | Gabriel Cartier-Millon 1877-1921 | Gabriel Cartier-Millon 1877-1921 | Gabriel Cartier-Millon 1877-1921 |  |  |                          |                          |                          |                          |                          |                          |        |        | Félix Cartier-Millon 1873-1965 | Félix Cartier-Millon 1873-1965 | Félix Cartier-Millon 1873-1965 | Félix Cartier-Millon 1873-1965 | Félix Cartier-Millon 1873-1965 | Félix Cartier-Millon 1873-1965 |      |      |      |      |        |        |        |        |        |        |  |  |  |  |  |  |  |  |  |  |  |  |  |  |  |  |  |  |  |  |  |  |  |  |  |  |  |  |  |  |  |  |  |  |  |  |  |  |  |  |  |  |  |  |
|        |        |        |        |        |        |                               |                               |                               |                               |                               |                               |         |         |         |         | Albert Cartier-Millon 1881-1973 | Albert Cartier-Millon 1881-1973 | Albert Cartier-Millon 1881-1973 | Albert Cartier-Millon 1881-1973 | Albert Cartier-Millon 1881-1973 | Albert Cartier-Millon 1881-1973 |           |           |                                 |                                 |                                 |                                 |                                 |                                 |                           |                           | Gabriel Cartier-Millon 1877-1921 | Gabriel Cartier-Millon 1877-1921 | Gabriel Cartier-Millon 1877-1921 | Gabriel Cartier-Millon 1877-1921 | Gabriel Cartier-Millon 1877-1921 | Gabriel Cartier-Millon 1877-1921 |  |  |                          |                          |                          |                          |                          |                          |        |        | Félix Cartier-Millon 1873-1965 | Félix Cartier-Millon 1873-1965 | Félix Cartier-Millon 1873-1965 | Félix Cartier-Millon 1873-1965 | Félix Cartier-Millon 1873-1965 | Félix Cartier-Millon 1873-1965 |      |      |      |      |        |        |        |        |        |        |  |  |  |  |  |  |  |  |  |  |  |  |  |  |  |  |  |  |  |  |  |  |  |  |  |  |  |  |  |  |  |  |  |  |  |  |  |  |  |  |  |  |  |  |
|        |        |        |        |        |        |                               |                               |                               |                               |                               |                               |         |         |         |         |                                 |                                 |                                 |                                 |                                 |                                 |           |           |                                 |                                 |                                 |                                 |                                 |                                 |                           |                           |                                  |                                  |                                  |                                  |                                  |                                  |  |  |                          |                          |                          |                          |                          |                          |        |        |                                |                                |                                |                                |                                |                                |      |      |      |      |        |        |        |        |        |        |  |  |  |  |  |  |  |  |  |  |  |  |  |  |  |  |  |  |  |  |  |  |  |  |  |  |  |  |  |  |  |  |  |  |  |  |  |  |  |  |  |  |  |  |
|        |        |        |        |        |        | Jean Cartier-Millon 1913-1999 | Jean Cartier-Millon 1913-1999 | Jean Cartier-Millon 1913-1999 | Jean Cartier-Millon 1913-1999 | Jean Cartier-Millon 1913-1999 | Jean Cartier-Millon 1913-1999 |         |         |         |         |                                 |                                 |                                 |                                 |                                 |                                 |           |           | Robert Cartier-Millon 1910-2004 | Robert Cartier-Millon 1910-2004 | Robert Cartier-Millon 1910-2004 | Robert Cartier-Millon 1910-2004 | Robert Cartier-Millon 1910-2004 | Robert Cartier-Millon 1910-2004 |                           |                           | Madeleine                        | Madeleine                        | Madeleine                        | Madeleine                        | Madeleine                        | Madeleine                        |  |  | Odette                   | Odette                   | Odette                   | Odette                   | Odette                   | Odette                   | Yvonne | Yvonne | Yvonne                         | Yvonne                         | Yvonne                         | Yvonne                         | Paul                           | Paul                           | Paul | Paul | Paul | Paul | Pierre | Pierre | Pierre | Pierre | Pierre | Pierre |  |  |  |  |  |  |  |  |  |  |  |  |  |  |  |  |  |  |  |  |  |  |  |  |  |  |  |  |  |  |  |  |  |  |  |  |  |  |  |  |  |  |  |  |
|        |        |        |        |        |        | Jean Cartier-Millon 1913-1999 | Jean Cartier-Millon 1913-1999 | Jean Cartier-Millon 1913-1999 | Jean Cartier-Millon 1913-1999 | Jean Cartier-Millon 1913-1999 | Jean Cartier-Millon 1913-1999 |         |         |         |         |                                 |                                 |                                 |                                 |                                 |                                 |           |           | Robert Cartier-Millon 1910-2004 | Robert Cartier-Millon 1910-2004 | Robert Cartier-Millon 1910-2004 | Robert Cartier-Millon 1910-2004 | Robert Cartier-Millon 1910-2004 | Robert Cartier-Millon 1910-2004 |                           |                           | Madeleine                        | Madeleine                        | Madeleine                        | Madeleine                        | Madeleine                        | Madeleine                        |  |  | Odette                   | Odette                   | Odette                   | Odette                   | Odette                   | Odette                   | Yvonne | Yvonne | Yvonne                         | Yvonne                         | Yvonne                         | Yvonne                         | Paul                           | Paul                           | Paul | Paul | Paul | Paul | Pierre | Pierre | Pierre | Pierre | Pierre | Pierre |  |  |  |  |  |  |  |  |  |  |  |  |  |  |  |  |  |  |  |  |  |  |  |  |  |  |  |  |  |  |  |  |  |  |  |  |  |  |  |  |  |  |  |  |
|        |        |        |        |        |        |                               |                               |                               |                               |                               |                               |         |         |         |         |                                 |                                 |                                 |                                 |                                 |                                 |           |           |                                 |                                 |                                 |                                 |                                 |                                 |                           |                           |                                  |                                  |                                  |                                  |                                  |                                  |  |  |                          |                          |                          |                          |                          |                          |        |        |                                |                                |                                |                                |                                |                                |      |      |      |      |        |        |        |        |        |        |  |  |  |  |  |  |  |  |  |  |  |  |  |  |  |  |  |  |  |  |  |  |  |  |  |  |  |  |  |  |  |  |  |  |  |  |  |  |  |  |  |  |  |  |
| Claude | Claude | Claude | Claude | Claude | Claude | Olivier                       | Olivier                       | Olivier                       | Olivier                       | Olivier                       | Olivier                       | Jacques | Jacques | Jacques | Jacques | Jacques                         | Jacques                         |                                 |                                 |                                 |                                 | Catherine | Catherine | Catherine                       | Catherine                       | Catherine                       | Catherine                       | Bruno Cartier-Millon 1936       | Bruno Cartier-Millon 1936       | Bruno Cartier-Millon 1936 | Bruno Cartier-Millon 1936 | Bruno Cartier-Millon 1936        | Bruno Cartier-Millon 1936        |                                  |                                  |                                  |                                  |  |  |                          |                          |                          |                          |                          |                          |        |        |                                |                                |                                |                                |                                |                                |      |      |      |      |        |        |        |        |        |        |  |  |  |  |  |  |  |  |  |  |  |  |  |  |  |  |  |  |  |  |  |  |  |  |  |  |  |  |  |  |  |  |  |  |  |  |  |  |  |  |  |  |  |  |

En 1940, Albert Cartier-Millon, refusant tout contact avec les Allemands, préfère laisser la direction de l'entreprise à ses deux fils Jean et Robert, qui vont y demeurer jusque dans les années 1975-1980. En tant que PDG de l'entreprise, Robert développe tout un réseau d'aviculteurs dans le Nord de l’Isère et dans la Drôme afin de pouvoir compter sur une production constante d'œufs, indispensable pour la réalisation des pâtes Lustucru. L'approvisionnement en œufs se faisait auparavant par le biais des fermiers de la région, qui ramassaient eux-mêmes leurs œufs. Mais, la production de pâtes augmentant et la ponte des œufs étant sensible aux variations saisonnières, cette méthode est devenue obsolète. Afin de supprimer l'importation d'œufs venant d'Israël ou du Maroc, et de faire face aux besoins qui s’élevaient à 180 000 œufs par jour en 1958, Robert décide de développer une aviculture professionnelle dans le Dauphiné. Le tout s'organise autour de trois zones géographiques : la production des poussins dans les alentours de Vourey[réf. souhaitée], la croissance des poulettes dans le Diois, sur une aire géographique allant de Luc-en-Diois jusqu'à Aurel, et enfin un troisième site consacré aux pondeuses dans la région de Chabeuil.

### Évolution de l'entreprise à partir des années 1970
En 1968, en prévision de l'ouverture du Marché commun, et voulant devancer l'arrivée des grands groupes européens comme l'Italien Barilla ou l'allemand Birkel sur le territoire français, la famille Carret — qui connaissait la famille Cartier-Millon par l'intermédiaire du syndicat des fabricants de pâtes —  propriétaire de la marque de pâtes Rivoire & Carret, lui propose un rapprochement. Ainsi voit le jour en 1968 une holding à deux filiales, Rivoire & Carret et Lustucru, chacune détenant respectivement 58 % et 42 % des actions, ces dernières étant réparties entre 32 actionnaires familiaux. En 1970 est lancée la marque de riz Taureau ailé.
En 1971, afin de faire face à cette possible concurrence allemande et italienne, la holding récemment créée décide de construire une nouvelle usine, dans l'Oise, à Ourscamp. Cette dernière installation produit vite plus de 200 tonnes de pâtes par jour contre 130 tonnes à Marseille (usine des Rivoire & Carret) et 100 tonnes à Grenoble. Mais le risque lié à la concurrence est surévalué, et les pâtes allemandes n'entrent que très peu sur le marché français.
Ensuite, pendant les années 1970-1980, les ventes de Rivoire & Carret commencent à stagner, tandis que celles de Lustucru continuent à croître. En 1971, la famille Carret décide de revendre la majeure partie de ses actions à une famille de semouliers marseillais, les Cohen-Skalli.
Pour rendre l’outil industriel plus efficace, les Skalli décident de fusionner Rivoire & Carret et Lustucru en 1981. C’est la création du groupe RCL. De nombreuses procédures judiciaires s'ensuivent sur une période de sept ans, jusqu'au rachat en 1987 des 42 % de la famille Cartier-Millon par les Cohen-Skalli. Lustucru est transférée à Marseille, et en 1989 l'usine de Grenoble est fermée.
En 1986, Lustucru était le leader en France avec 45% de parts de marché des pâtes aux œufs frais.
En 2002, le groupe Panzani rachète Lustucru et Taureau ailé, mais la commission européenne impose, pour des raisons de concurrence, que l'activité « pâtes sèches » de Lustucru soit exclue du rachat. La famille Cohen-Skalli conserve cette activité et les droits de la marque, et crée à cette occasion une entreprise nommée « Pastacorp ». Depuis ce jour, la marque Lustucru est utilisée par Pastacorp d'une part, pour commercialiser les pâtes sèches, et concédée sous licence et nommée « Lustucru Sélection » d'autre part, pour le riz et les produits frais. C'est le groupe Ebro Puleva (aujourd’hui Ebro Foods), qui a racheté Panzani en 2005, qui l'utilise pour vendre des pâtes fraiches, du riz, de la semoule et des produits à base de pomme de terre (gnocchi, tortilla, frites).

## Communication - innovation
En 1929, Lustucru pratique la publicité sur le lieu de vente, en produisant notamment des objets publicitaires propres à la marque.
Poursuivant sa médiatisation dans les années 1930, Lustucru parraine le Lustucru théâtre, un gala radiophonique retransmis chaque mercredi à 20 h en direct de la salle Pleyel, sur Radio Île-de-France, Radio Luxembourg et Radio Toulouse.
En 1957, la marque obtient l’oscar de l’emballage, pour ses conditionnements aux fenêtres transparentes permettant d’identifier les produits qu’ils contiennent. L’entreprise poursuit par la suite le travail sur les emballages : sachets aluminisés, sachets cuisson. En 1964, la marque reçoit la palme d'or au Festival de Venise puis le premier et le deuxième prix du Festival de Cannes, en 1965, dans la catégorie des films publicitaires.
La marque diffuse de la publicité sur les nouveaux médias : RTF, Europe 1, RMC, cinéma publicitaire[réf. souhaitée].
Depuis les années 80, Germaine (jouée par Marguerite Dussauchoy), personnage emblématique des publicités de la marque incarnant la tradition française, rend célèbre la formule "il n'y a pas d'œufs fêlés chez Lustucru",.
En 1995, un sondage classe la marque au 6e rang des marques préférées des Français.
Les objets publicitaires à l'effigie de la marque Lustucru sont multiples et font l'objet d'un intérêt de la part de collectionneurs, notamment pour la période des années 1950 et 1960 (plaques émaillées, accessoires, jouets, objets au damier bleu et blanc)[réf. souhaitée].

## Géographie
La semoule de blé dur utilisée dans la fabrication des pâtes Lustucru est issue de la semoulerie de Rouen.
Les pâtes sont fabriquées en France dans l'usine des Hauts-de-France située à Chiry-Ourscamp.
Lustucru s'engage à utiliser des blés durs 100 % français (Beauce, Vendée, Sud-Ouest…).

## Identité visuelle

Logotype de la marque Lustucru
Avant 2018.
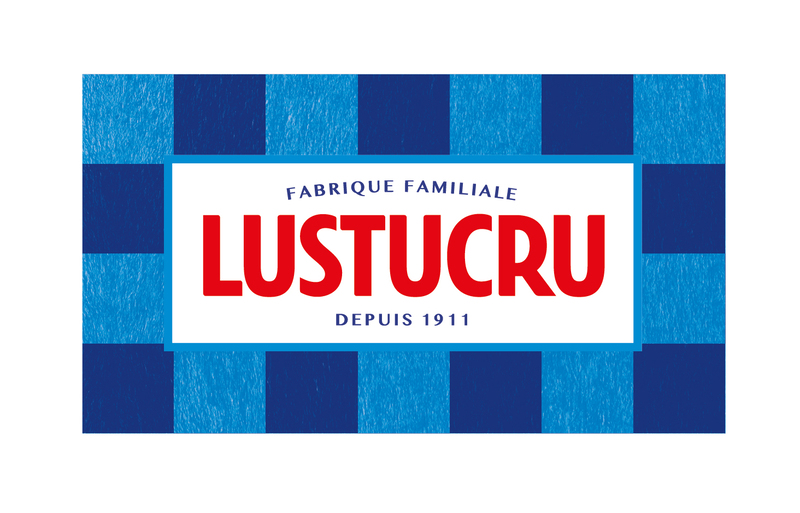
Depuis 2018.